# Denis Kudla
Denis Maksymilian Kudla (Racibórz, 1994. december 24. –) lengyel származású, német kötöttfogású birkózó. A 2019-es birkózó-világbajnokságon bronzérmet nyert 77 kg-os súlycsoportban, kötöttfogásban. A 2016. évi nyári olimpiai játékokon bronzérmet szerzett 85 kg-ban. A 2017-es birkózó-világbajnokságon ezüstérmet nyert 85 kg-ban. A 2016-os, 2018-as és a 2019-es birkózó Európa-bajnokságokon kötöttfogásban, a 85, illetve 87 kg-os súlycsoportban bronzérmet szerzett.

## Sportpályafutása
A 2019-es birkózó-világbajnokságon a 87 kilogrammos súlycsoportban bronzérmet szerzett. Ellenfele a fehérorosz Mikalaj Sztadub volt, akit 2-1-re legyőzött.